# Fred De Palma
Federico Palana (Turim, 3 de novembro de 1989), mais conhecido pelo seu nome artístico Fred De Palma, é um rapper italiano.

## Biografia

### Primeiros anos
Fred De Palma iniciou sua carreira musical em 2007, alimentado por seu conhecimento das maiores figuras da cena de Turim, logo demonstrando fortes habilidades de freestyling, o que em pouco tempo lhe rendeu uma atenção considerável na indústria. Os inúmeros elos nas principais competições de freestyle entre Turim e Milão o colocaram em contato com novas realidades e em 2010  ele conheceu Dirty C, com quem criou o grupo Royal Rhymes, e eles começaram a experimentar juntos no estúdio. No início de 2010, o grupo assinou um contrato de gravação com a gravadora independente Trumen Records, entrando em contato com os produtores Jahcool e Double H Groovy. Na mesma época, Fred De Palma continuou com a participação em várias competições de freestyle, alcançando a vitória no Zelig Urban Talent 2011 e o terceiro lugar em 2012 no programa de televisão MTV Spit, atrás de Nitro e Shade. Em 23 de novembro de 2011, o Royal Rhymes lançou seu álbum de estreia homônimo, lançado pelo Saifam Group. Isso foi seguido pelo EP God Save the Royal, lançado em 10 de julho de 2012.

### Carreira solo
Em 2012, Fred De Palma embarcou em uma carreira solo, gravando o primeiro álbum do F.D.P em duas semanas, lançado em 6 de novembro do mesmo ano. Em junho de 2013, foi lançado o videoclipe da música inédita Passa, que ele fez junto com os rappers Moreno, Clementino, Shade e Marracash,  enquanto no final de setembro do mesmo ano ingressou no coletivo Roccia Music de Marracash, criando o álbum Genesi com os artistas pertencentes ao coletivo, lançado em 18 de outubro.  No disco, De Palma participou de quatro faixas, incluindo Carta ao sucesso , que deu o título ao seu segundo álbum de estúdio lançado em junho de 2014.
Em 17 de dezembro de 2014, ele anunciou sua despedida do coletivo Rock Music por motivos definidos por ele como particulares.  Posteriormente, em 10 de fevereiro de 2015, ele revelou que havia assinado um contrato com a Warner Music Italy ,  com o qual lançou o terceiro álbum BoyFred , lançado em 2 de outubro do mesmo ano.
Em setembro de 2017, ele lançou seu quarto álbum Hanglover, previsto pelos singles Il cielo guarda te, Adiós e Ora che. No álbum, o artista colabora com vários produtores, incluindo Takagi & Ketra, Davide Ferrario, Mace e outros.
Em 15 de junho de 2018, ele publica o single D'estate non vale, em colaboração com Ana Mena. Um ano depois, ele renova sua colaboração com o cantor espanhol, lança o single de verão Una volta ancora. Em 21 de outubro de 2019, lançou Il tuo profumo, gravado com Sofía Reyes e retirado do álbum Uebe.

## Discografia
- F.D.P. (2012)
- Lettera al successo (2014)
- BoyFred (2015)
- Hanglover (2017)
- Uebe (2019)
- Unico (2021)

### Com rimas reais
- 2011 - Royal Rhymes
- 2012 - God Save the Royal (EP)